# Jarrett Hart
Jarrett Albert Hart (Londra, 4 novembre 1980) è un ex cestista britannico con cittadinanza statunitense.

## Carriera
Con la Gran Bretagna ha disputato i Campionati europei del 2009.